# Folk Ridge
Folk Ridge är en bergstopp i Antarktis. Den ligger i Östantarktis. Nya Zeeland gör anspråk på området. Toppen på Folk Ridge är 2 308 meter över havet.
Terrängen runt Folk Ridge är platt österut, men västerut är den kuperad.  Trakten är obefolkad. Det finns inga samhällen i närheten.